# Werner Klumpp

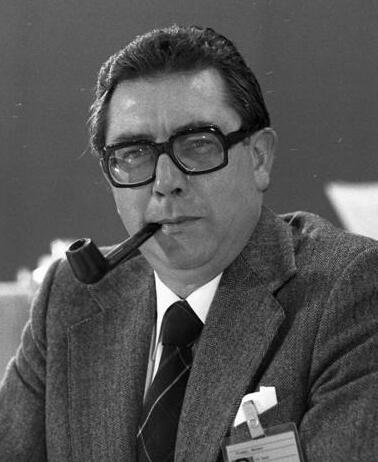
Werner Klumpp, 1977

Werner Klumpp (* 12. November 1928 in Baiersbronn; † 8. Januar 2021 in Saarbrücken) war ein deutscher Politiker, Ehrenvorsitzender der FDP/DPS und saarländischer Wirtschaftsminister.

## Leben
Werner Klumpp war von 1944 bis 1945 Luftwaffenhelfer und wurde schwer verletzt. Von 1952 bis 1953 besuchte er das Leibniz-Kolleg und studierte von 1953 bis 1958 Rechtswissenschaften und Politische Wissenschaften an der Eberhard Karls Universität Tübingen. Nach dem juristischen Staatsexamen wurde er wissenschaftlicher Assistent und war zwei Jahre lang Sozialrichter am Sozialgericht des Saarlandes. Anschließend wirkte er von 1968 bis 1974 als Oberregierungsrat und Regierungsdirektor im Saarbrücker Ministerium für Arbeit, Sozialordnung und Gesundheitswesen.
Klumpp trat 1957 der FDP bei und war von 1970 bis 1984 und von 1998 bis 2000 Landesvorsitzender der FDP Saar. Im Jahr 1974 wurde er Stadtverbandspräsident von Saarbrücken und blieb dies bis 1975. Von 1975 bis 1982 war er Mitglied des Landtages. In den Jahren 1977 bis 1982 war er Minister für Wirtschaft, Verkehr und Landwirtschaft sowie stellvertretender Ministerpräsident in den Kabinetten Röder VI, Zeyer I und Zeyer II. Durch den Tod des Ministerpräsidenten Franz Josef Röder übte er vom 26. Juni bis zum 5. Juli 1979, bis zur Wahl des Nachfolgers Werner Zeyer, für wenige Tage kommissarisch das Amt des Ministerpräsidenten aus. 1982 wurde er Präsident des Sparkassen- und Giroverbandes Saar. Diese Tätigkeit übte er bis 1997 aus. Von 1982 bis 1984 war Werner Klumpp Mitglied des Bundesvorstands der FDP. Von 1982 bis 1987 war er Mitglied des Kuratoriums der Friedrich-Naumann-Stiftung.

## Auszeichnungen und Ehrungen
- Verdienstorden der Bundesrepublik Deutschland (Großes Verdienstkreuz; 1979)
- Verdienstorden der Italienischen Republik (Offizierskreuz)
- Ehrensenator der Universität des Saarlandes  (1995)
- Ehrensenator der Hochschule der Bildenden Künste Saar (1997)
- Ehrensenator der FDP Saar (2000)
- Maecenas-Medaille (1993)